# Liste der Naturdenkmale in Lierschied
Die Liste der Naturdenkmale in Lierschied nennt die im Gemeindegebiet von Lierschied ausgewiesenen Naturdenkmale (Stand 20. Mai 2024).

## Ehemalige Naturdenkmale
| Nr. | Bezeichnung    | Lage                                    | Beschreibung                                | Bild                                    |
| --- | -------------- | --------------------------------------- | ------------------------------------------- | --------------------------------------- |
|     | Friedhofslinde | östlich des Ortes auf dem Friedhof Lage | Tilia sp.; Rechtsverordnung 2013 aufgehoben | Direkt Bild zu diesem Denkmal hochladen |